# Яруге (Сикиревці)
Яруге (хорв. Jaruge) — населений пункт у Хорватії, в Бродсько-Посавській жупанії у складі громади Сикиревці.

## Населення
Населення за даними перепису 2011 року становило 695 осіб.
Динаміка чисельності населення поселення:

## Клімат
Середня річна температура становить 11,14 °C, середня максимальна – 25,66 °C, а середня мінімальна – -6,00 °C. Середня річна кількість опадів – 734 мм.
| Клімат поселення                              | Клімат поселення | Клімат поселення | Клімат поселення | Клімат поселення | Клімат поселення | Клімат поселення | Клімат поселення | Клімат поселення | Клімат поселення | Клімат поселення | Клімат поселення | Клімат поселення | Клімат поселення |
| Показник                                      | Січ.             | Лют.             | Бер.             | Квіт.            | Трав.            | Черв.            | Лип.             | Серп.            | Вер.             | Жовт.            | Лист.            | Груд.            |                  |
| Середній максимум, °C                         | 6,21             | 8,35             | 12,94            | 17,50            | 22,48            | 25,66            | 25,48            | 24,90            | 20,90            | 15,53            | 9,65             | 5,66             |                  |
| Середня температура, °C                       | 0,09             | 2,21             | 6,80             | 11,40            | 16,40            | 19,55            | 21,31            | 20,71            | 16,73            | 11,39            | 5,50             | 1,50             |                  |
| Середній мінімум, °C                          | −6               | −3,86            | 0,73             | 5,30             | 10,30            | 13,43            | 17,14            | 16,57            | 12,58            | 7,21             | 1,32             | −2,65            |                  |
| Норма опадів, мм                              | 47               | 45               | 45               | 55               | 66               | 94               | 69               | 63               | 54               | 65               | 72               | 59               |                  |
| Середньомісячна швидкість вітру, м/с          | 1.90             | 2.13             | 2.47             | 2.37             | 2.10             | 1.99             | 1.96             | 1.80             | 1.70             | 1.80             | 1.90             | 1.92             |                  |
| Середньомісячна сонячна радіація, кДж/м²·день | 4385             | 7074             | 11035            | 15491            | 19371            | 21299            | 22395            | 20562            | 15074            | 9389             | 4935             | 3628             |                  |
| --------------------------------------------- | ---------------- | ---------------- | ---------------- | ---------------- | ---------------- | ---------------- | ---------------- | ---------------- | ---------------- | ---------------- | ---------------- | ---------------- | ---------------- |
| Джерело:                                      |                  |                  |                  |                  |                  |                  |                  |                  |                  |                  |                  |                  |                  |